# William Barrow (jésuite)
Pour les articles homonymes, voir Barrow.
William Barrow (alias Waring, alias Harcourt), né vers 1609 dans le Lancashire et mort (exécuté) le 20 juin 1679 à Tyburn est un prêtre jésuite anglais. Mort martyr sous le règne de Charles II victime de l'hystérie anti-catholique qui sévit en Angleterre et en Écosse entre les années 1678 et 1681. 

## Biographie
Probablement né dans une famille anglaise restée fidèle à l'Église catholique et donc ne pouvant recevoir dans son pays une éducation catholique, William Barrow est envoyé sur le continent pour y parfaire son éducation. Il est alors inscrit au collège jésuite de Saint-Omer. Dans ce collège, il mûrit sa vocation et demande à entrer dans la Compagnie de Jésus, ce qu'il fait à Watten en 1632. Après une dizaine d'années de formation et de probation il retourne en Angleterre en 1644 et pendant trente-cinq ans oeuvre à Londres et dans sa banlieue. Il devient au passage en 1678 supérieur des jésuites d'Angleterre.
Au moment où éclate une nouvelle persécution contre les catholiques, il est activement recherché. Il est soupçonné en tant que supérieur des jésuites d'être l'un des instigateurs du prétendu complot papiste qu'un certain Titus Oates dit avoir déjoué. Il doit alors se cacher. Il réussit à éviter la capture pendant plusieurs mois. Finalement en mai 1679, il est arrêté et interné à la prison de Newgate. Le procès commence le 13 juin 1679. Avec lui sont jugés quatre autres jésuites Thomas Whitbread, John Fenwick, John Gavan et Anthony Turner. Après un court procès ils sont condamnés à mort. Le roi confirmera la sentence mais refusera que ces hommes soient exécutés selon le supplice réservé aux traîtres, à savoir pendaison, éviscération et écartèlement. Ils seront juste pendus.

## Vénération
Reconnu comme un martyr catholique, William Barrow fut béatifié en 15 décembre 1929 par le pape Pie XI. Vénéré par l'Église catholique il est fêté le 20 juin et est compté dans la liste des Cent sept martyrs d'Angleterre et du pays de Galles,. 